# Yên Khánh (huyện)
Yên Khánh là một huyện cũ nằm ở phía đông nam tỉnh Ninh Bình, Việt Nam.

## Địa lý
Huyện Yên Khánh nằm ở phía đông nam của tỉnh Ninh Bình, nằm cách thành phố Hoa Lư khoảng 14 km, cách trung tâm thủ đô Hà Nội khoảng 107 km, có vị trí địa lý:
- Phía đông giáp huyện Nghĩa Hưng, phía bắc giáp huyện Ý Yên, tỉnh Nam Định qua sông Đáy
- Phía tây giáp thành phố Hoa Lư và huyện Yên Mô
- Phía nam giáp huyện Kim Sơn.

### Địa hình
Địa hình của huyện Yên Khánh là đồng bằng tương đối bằng phẳng, không có núi non, mạng lưới sông ngòi phân bố tương đối đều. Dòng sông Đáy chảy qua 11 xã phía đông bắc với tổng chiều dài 37,3 km. Dòng sông Vạc chảy qua 7 xã phía tây với chiều dài 14,6 km, thuận lợi cho việc tưới tiêu phục vụ sản xuất và đời sống.

### Khí hậu
Yên Khánh nằm trong vùng khí hậu nhiệt đới gió mùa, gần biển nên mát mẻ. Tuy vậy, thời tiết vẫn chia thành 2 mùa rõ rệt. Mùa hạ nắng nóng, có ảnh hưởng của gió mùa Tây Nam. Mùa đông, ảnh hưởng khá lớn của gió mùa Đông Bắc, có sương muối nhưng không nhiều như các huyện phía bắc của tỉnh.

## Hành chính
Huyện Yên Khánh có 18 đơn vị hành chính cấp xã trực thuộc, bao gồm thị trấn Yên Ninh (huyện lỵ) và 17 xã: Khánh An, Khánh Công, Khánh Cư, Khánh Cường, Khánh Hải, Khánh Hòa, Khánh Hội, Khánh Hồng, Khánh Lợi, Khánh Mậu, Khánh Nhạc, Khánh Phú, Khánh Thành, Khánh Thiện, Khánh Thủy, Khánh Trung, Khánh Vân.

## Lịch sử
Thời Hồng Bàng nằm trong bộ Giao Chỉ, sau thuộc phủ Trường Yên.
Từ thời nhà Trần (1225-1400) về trước có tên gọi là Yên Ninh.
Từ đời Lê Trung Hưng (1593) sau đổi là huyện Yên Khang.
Thời nhà Nguyễn năm Gia Long thứ 2 (1803) đổi tên là huyện Yên Khánh, thuộc phủ Trường Yên.
Năm Minh Mệnh thứ 2 (1821) đổi thành phủ Yên Khánh.
Năm Minh Mệnh thứ 10 (1829), huyện Yên Khánh thuộc đạo Ninh Bình, sau đó đổi tên thành trấn Ninh Bình, rồi thành tỉnh Ninh Bình như ngày nay.
Sau năm 1945, bỏ cấp phủ, gọi chung là huyện. Huyện Yên Khánh khi đó gồm có 19 xã: Khánh An, Khánh Cư, Khánh Cường, Khánh Dương, Khánh Hải, Khánh Hòa, Khánh Hội, Khánh Lợi, Khánh Mậu, Khánh Nhạc, Khánh Ninh, Khánh Phú, Khánh Thành, Khánh Thịnh, Khánh Thượng, Khánh Thủy, Khánh Tiên, Khánh Trung, Khánh Vân.
Tháng 1 năm 1965, xã Yên Lạc của huyện Yên Mô được sáp nhập vào huyện Yên Khánh và đổi tên thành xã Khánh Hồng; 3 xã: Khánh Dương, Khánh Thịnh, Khánh Thượng được sáp nhập vào huyện Yên Mô. Từ đó, huyện Yên Khánh có 17 xã: Khánh An, Khánh Cư, Khánh Cường, Khánh Hải, Khánh Hòa, Khánh Hội, Khánh Hồng, Khánh Lợi, Khánh Mậu, Khánh Nhạc, Khánh Ninh, Khánh Phú, Khánh Thành, Khánh Thủy, Khánh Tiên, Khánh Trung, Khánh Vân.

### Từ năm 1976 đến nay
Ngày 18 tháng 12 năm 1976, Bộ trưởng Chủ nhiệm Văn phòng Chính phủ thủ tướng ra Quyết định số 1506-TCCP về việc:
- Chia xã Khánh Trung thành 2 xã là xã Khánh Trung và Khánh Công
- Chia xã Khánh Thủy thành 2 xã là xã Khánh Thủy và Khánh Thiện.

Ngày 27 tháng 4 năm 1977, Hội đồng chính phủ ban hành Quyết định 125-CP về việc giải thể huyện Yên Khánh:
- Sáp nhập 10 xã: Khánh Ninh, Khánh Cư, Khánh Hải, Khánh Tiên, Khánh Thiện, Khánh Lợi, Khánh An, Khánh Hòa, Khánh Phú, Khánh Văn và thị trấn Tam Điệp thuộc huyện Yên Khánh vào huyện Yên Mô thành lập huyện Tam Điệp
- Sáp nhập 9 xã: Khánh Hồng, Khánh Nhạc, Khánh Hội, Khánh Mậu, Khánh Thủy, Khánh Công, Khánh Thành, Khánh Trung, Khánh Cường thuộc huyện Yên Khánh sáp nhập vào huyện Kim Sơn.

Ngày 4 tháng 7 năm 1994, Chính phủ ban hành Nghị định số 59-CP về việc thành lập huyện Yên Khánh trên cơ sở:
- Điều chỉnh 10 xã: Khánh Hoà, Khánh An, Khánh Phú, Khánh Cư, Khánh Vân, Khánh Hải, Khánh Tiên, Khánh Thiện, Khánh Lợi, Khánh Ninh thuộc huyện Tam Điệp
- Điều chỉnh 9 xã: Khánh Hồng, Khánh Nhạc, Khánh Hội, Khánh Mậu, Khánh Thủy, Khánh Cường, Khánh Trung, Khánh Thành, Khánh Công thuộc huyện Kim Sơn

Huyện Yên Khánh có diện tích tự nhiên 15.051 hécta với 131.934 nhân khẩu, có 19 đơn vị hành chính trực thuộc bao gồm 19 xã: Khánh An, Khánh Công, Khánh Cư, Khánh Cường, Khánh Hải, Khánh Hòa, Khánh Hội, Khánh Hồng, Khánh Lợi, Khánh Mậu, Khánh Nhạc, Khánh Ninh, Khánh Phú, Khánh Thành, Khánh Thiện, Khánh Thủy, Khánh Tiên, Khánh Trung, Khánh Vân.
Ngày 2 tháng 11 năm 1996, Chính phủ ban hành Nghị định 69-CP về việc thành lập thị trấn Yên Ninh – thị trấn huyện lỵ của huyện Yên Khánh trên cơ sở điều chỉnh một phần diện tích và nhân khẩu của các xã Khánh Ninh, Khánh Vân, Khánh Hải, Khánh Nhạc.
Ngày 3 tháng 6 năm 2009, Chính phủ ban hành Nghị quyết 23/NQ-CP về việc sáp nhập toàn bộ xã Khánh Ninh vào thị trấn Yên Ninh để quản lý.
Huyện Yên Khánh có 13.779,3 ha diện tích tự nhiên và 142.029 nhân khẩu; có 19 đơn vị hành chính trực thuộc gồm 18 xã và 1 thị trấn.
Ngày 10 tháng 12 năm 2024, Ủy ban Thường vụ Quốc hội ban hành Nghị quyết số 1318/NQ-UBTVQH15 về việc sắp xếp đơn vị hành chính cấp huyện, cấp xã của tỉnh Ninh Bình giai đoạn 2023 – 2025 (nghị quyết có hiệu lực từ ngày 1 tháng 1 năm 2025). Theo đó, sáp nhập xã Khánh Tiên vào xã Khánh Thiện.
Huyện Yên Khánh có 1 thị trấn và 17 xã như hiện nay.

## Kinh tế
Yên Khánh là huyện đồng bằng được phù sa bồi đắp của sông Đáy nằm ở phía đông, nền kinh tế thế mạnh chủ yếu của huyện là nông nghiệp. Yên Khánh cũng là một huyện có tài nguyên nhân lực lao động dồi dào. Phần lớn vẫn phải làm việc tại các nơi khác.

### Công nghiệp
Từ năm 2007, huyện Yên Khánh phát triển mạnh mẽ các khu công nghiệp nằm ở các xã Khánh Phú, Khánh An để thúc đẩy phát triển kinh tế. Thị trấn Yên Ninh nằm trên Quốc lộ 10, nối thành phố Ninh Bình và huyện Kim Sơn. Yên Khánh nằm cạnh khu công nghiệp Khánh Phú và cảng Ninh Phúc rất thuận lợi giao lưu kinh tế nội tỉnh.

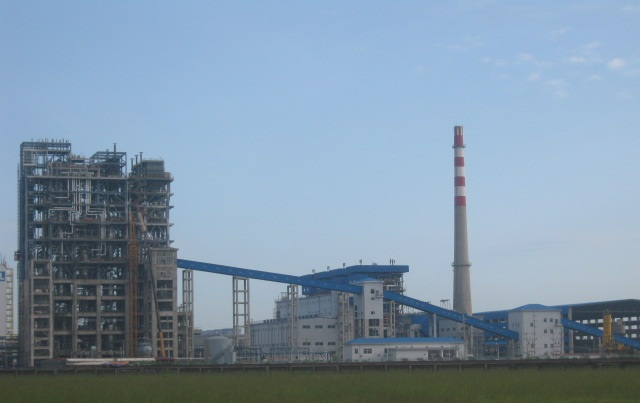
Nhà máy đạm Ninh Bình ở khu CN Khánh Phú

### Làng nghề
Huyện Yên Khánh có nhiều làng nghề, trong đó nghề chế biến cói bèo thường chiếm khá nhiều trong số các làng nghề tại một huyện khá gần biển phía nam tỉnh Ninh Bình:
- Nghề đan cói, bèo Bình Hòa (Khánh Hồng)
- Nghề cói, bèo bồng Đồng Mới (Khánh Hồng)
- Làng nghề ẩm thực Phong An (Khánh Thiện)
- Nghề chế biến cói xóm 8 (Khánh Mậu)
- Làng nghề bún, bánh, thực phẩm Yên Ninh
- Làng mây tre đan Đông Thịnh (Khánh Vân)
- Làng nghề mây tre đan La Bình (Khánh Vân)
- Làng nghề cói, bèo Đức Hậu (Khánh Hồng)
- Làng nghề cây cảnh xóm 1 (Khánh Thiện)
- Làng nghề cói xóm 10 (Khánh Thiện)
- Một số ít có nghề cơ khí ở Khánh Lợi.

### Chợ
Yên Khánh có các chợ sau là được xếp hạng chợ loại 3 ở Ninh Bình:
- Chợ Cát: Thôn 8, xã Khánh Trung
- Chợ Dầu: Xóm Chợ, xã Khánh Hoà
- Chợ Ninh: Phố 2, thị trấn Yên Ninh (Năm 2016 UBND tỉnh Ninh Bình có Quyết định hạ hạng chợ Ninh thành chợ hạng 3 giao UBND thị trấn Yên Ninh quản lý)
- Chợ Khánh Hồng: Xóm 3, xã Khánh Hồng
- Chợ Khánh Thành: Xóm 4, xã Khánh Thành
- Chợ Nhạc: Xóm 3, xã Khánh Nhạc
- Chợ Trung: Xóm 9, xã Khánh Mậu
- Chợ Chùa: Xóm Chùa, xã Khánh Hội
- Chợ Vệ: Thôn Phú Tân, xã Khánh Phú
- Chợ Xanh: Xóm Chợ, xã Khánh Thiện.

## Dân số
Huyện có diện tích 142,60 km², dân số năm 2021 là 150.167 người, mật độ dân số 1.053 người/km².
Huyện có diện tích 142,60 km², dân số năm 2019 là 147.069 người, mật độ dân số đạt 1.031 người/km².
Huyện có 20% dân số theo đạo Công giáo.

## Văn hóa

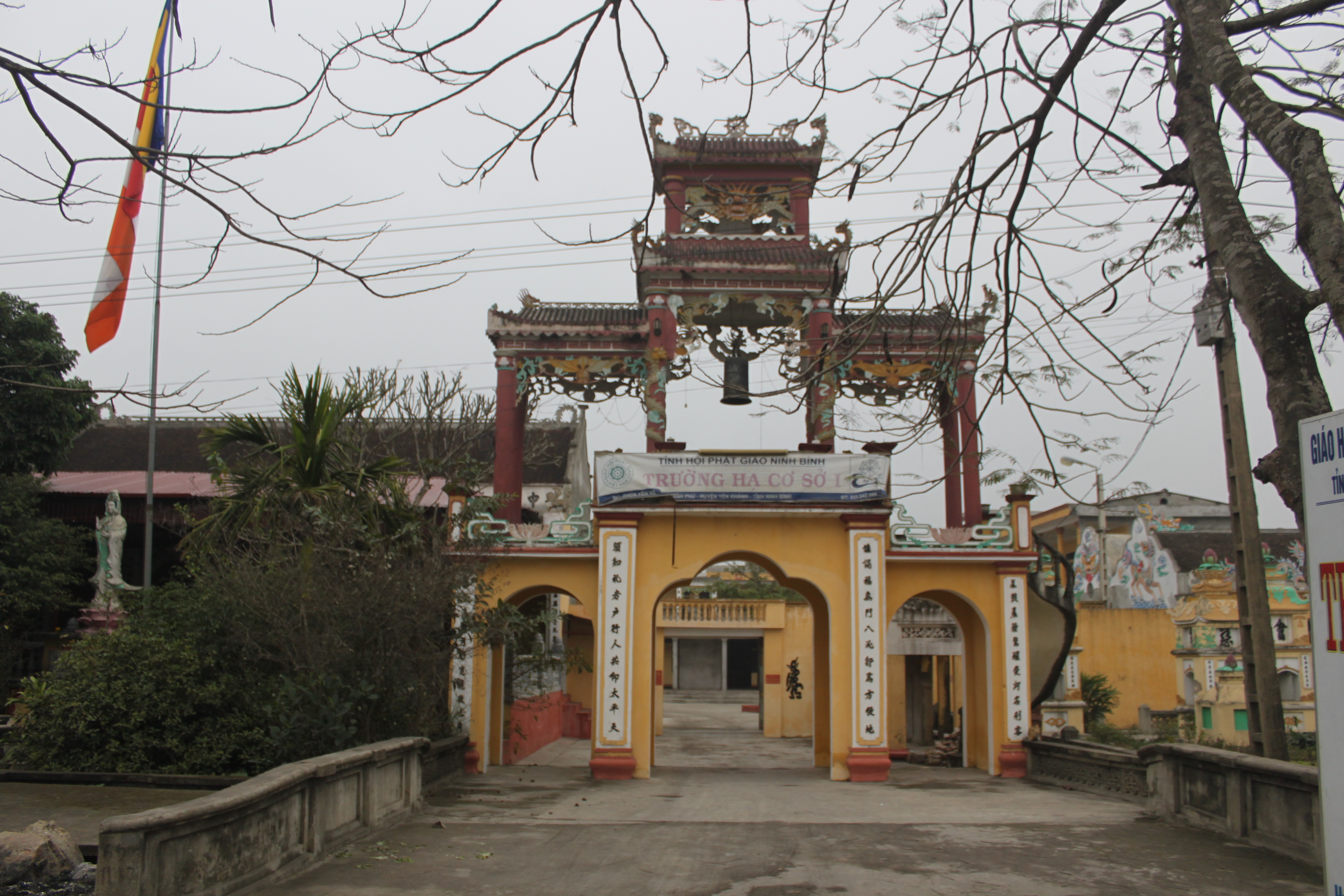
Chùa Phúc Long ở xã Khánh Phú

Tính đến năm 2009, Yên Khánh có 12 di tích lịch sử văn hoá được xếp hạng quốc gia.
- Đình Thần Hoàng Lưu Mỹ Thôn, Khánh Vân
- Nhà thờ và mộ Vũ Duy Thanh, xã Khánh Hải
- Đền Văn Giáp, xã Khánh An
- Đền Thượng và chùa Phúc Long, xã Khánh Phú
- Đình thôn Đỗ, xã Khánh Nhạc
- Đền chùa thôn Năm, xã Khánh Thiện
- Chùa Dầu, xã Khánh Hoà
- Đền Kiến Ốc, xã Khánh Trung
- Đền Tiên Viên, chùa Kim Rong, xã Khánh Lợi
- Chùa Phúc Nhạc, xã Khánh Nhạc
- Đền Tam Thánh và chùa Yên Lữ, xã Khánh An
- Đình Yên Phú, Xã Khánh An
- Đền Triệu Việt Vương, Thị Trấn Yên Ninh

Yên Khánh là vùng đất thuộc cửa biển xưa nay đã lùi xa vào đất liền, tại đây có rất nhiều di tích thờ Triệu Quang Phục, tiêu biểu như các đền, đình nằm ở các xã như: đền Duyên Phúc xã Khánh Hồng, đền Triệu Việt Vương ở Thị trấn Yên Ninh, đền Tiên Yên, chùa Kim Rong ở xã Khánh Lợi đền Triệu Việt Vương ở các xã Khánh Hải, Khánh Tiên....

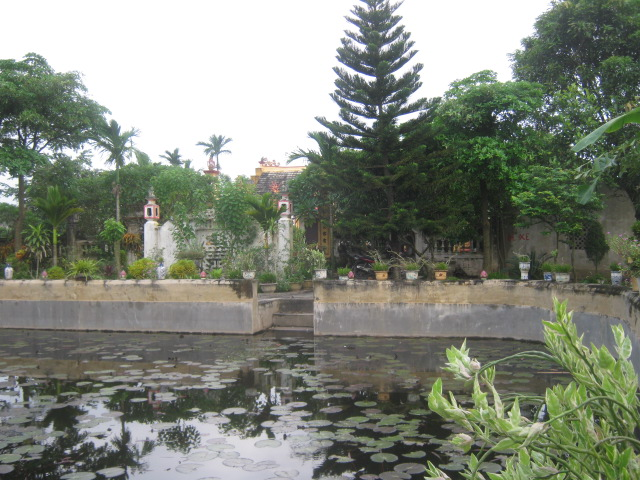
Đền thờ Triệu Quang Phục ở thị trấn Yên Ninh

## Giao thông
Quốc lộ 10 chạy dọc Yên Khánh nối từ thành phố Ninh Bình tới huyện Kim Sơn. Đây là địa phương có dự án Đường cao tốc Ninh Bình – Hải Phòng đi qua.
Theo Quyết định số: 2179/ QĐ-UBND ngày 17 tháng 9 năm 2007 của UBND tỉnh Ninh Bình V/v phê duyệt Quy hoạch giao thông đường thủy nội địa tỉnh Ninh Bình đến năm 2015 và định hướng phát triển đến năm 2020 thì Yên Khánh có các cảng và các bến đò đường thủy sau:
- Cảng Đò Mười: tại xã Khánh Thành, Yên Khánh.
- Cảng Khánh An: tại phía hữu sông Đáy, thuộc xã Khánh An huyện Yên Khánh
- Cảng Xanh: xã Khánh Thiện- huyện Yên Khánh.
- Các bến cảng sông khác: bến Khánh An, bến Khánh Hoà (sông Vạc)

Dưới đây là danh sách các bến đò ở Yên Khánh:
| Tên bến đò      | Vị trí      | Sông     | Lý trình | Mức độ liên kết | Giai đoạn |
| --------------- | ----------- | -------- | -------- | --------------- | --------- |
| Bến Đò Mười     | Khánh Thành | Sông Đáy | 128      | Liên tỉnh       | 2010-2015 |
| Bến đò mười sáu | Khánh Thành | Sông Đáy |          | Liên tỉnh       |           |
| Bến đò Tam Tòa  | Khánh Trung | Sông Đáy | 120      | Liên tỉnh       | 2010-2015 |
| Bến đò Vệ       | Khánh Phú   | Sông Đáy | 99       | Liên tỉnh       | 2010-2015 |
|                 |             |          |          |                 |           |
| Bến Đò Bơn      | Khánh Công  | Sông Đáy | 125      | Liên tỉnh       | 2010-2015 |
|                 |             |          |          |                 |           |
| Bến đò Độc Bộ   | Khánh Thiện | Sông Đáy | 110      | Liên tỉnh       | 2010-2015 |
| Bến Đò Quăn     | Khánh Cường | Sông Đáy | 115      | Liên tỉnh       | 2010-2015 |
| Bến đò Đào Khê  | Khánh Cường | Sông Đáy | 117      | Liên tỉnh       | 2010-2015 |
|                 |             |          |          |                 |           |
| Bến đò Thông    | Khánh Cư    | Sông Đáy | 102      | Liên Tỉnh       | 2016-2020 |
| Bến đò Đức Hậu  | Khánh Hồng  | Sông Vạc | 14+500   | Liên huyện      | 2016-2020 |
|                 |             |          |          |                 |           |

## Kết nghĩa
Huyện Hòa Bình, tỉnh Bạc Liêu.